# Massimiliano II di Baviera
Massimiliano II Giuseppe di Baviera (Monaco di Baviera, 28 novembre 1811 - Monaco di Baviera, 10 marzo 1864) apparteneva alla dinastia Wittelsbach e fu re di Baviera dal 1848 al 1864, asceso al trono a seguito dell'abdicazione del padre, Ludovico I di Baviera, costretto a lasciare il trono a causa di uno scandalo che lo vide coinvolto con l'amante Lola Montez, un aumento dei prezzi e dalla suo carattere assolutista. Asceso al trono durante la Rivoluzione tedesca del 1848, re Massimiliano II ripristinò la stabilità nel suo regno e gli anni successivi furono caratterizzati dai tentativi di preservare l'indipendenza bavarese durante l'unificazione tedesca e di liberalizzare il suo regno, trasformandolo in una monarchia costituzionale e incoraggiando l'industrializzazione della Baviera. Il sovrano bavarese è conosciuto soprattutto come mecenate delle arti, delle scienze e della cultura popolare, e per aver trasformato Monaco di Baviera in una città ricca di cultura e istruzione; lo "stile Massimiliano" prende il nome da lui.

## Biografia

### Giovinezza
Massimiliano nacque il 28 novembre 1811 a Monaco di Baviera, primogenito maschio di Ludovico I di Baviera e della consorte, Teresa di Sassonia-Hildburghausen; fu desiderio del nonno, Massimiliano I Giuseppe di Baviera, primo re bavarese, che il nipote, il quale porta il suo nome, nascesse a Monaco come primo erede al trono Wittelsbach a nascervi, sebbene i suoi genitori risiedessero a Salisburgo in quel momento. Massimiliano era il primo di otto fratelli, tra cui re Ottone di Grecia e la duchessa Adelgonda di Modena e Reggio. Il tutore del principe fu il barone Joseph von Hormayr, che maturò in lui un interesse per la storia, opponendosi alla politica di Metternich, cancelliere austriaco, ed alla monarchia asburgica.

Il Castello di Hohenschwangau.

Nel 1825 il nonno Massimiliano I morì e così il padre gli succedette come Ludovico I di Baviera, di conseguenza Massimiliano divenne primo in successione al trono e quindi erede al trono bavarese. Tra il 1829 ed il 1830, il principe ereditario studiò all'Università di Gottinga e successivamente, fino al 1831, frequentò l'Università Friedrich Wilhelm di Berlino, dove seguì lezioni di storia e diritto costituzionale. Massimiliano fu allievo degli studiosi Friedrich Dahlmann e Arnold Heeren a Gottinga, Friedrich von Raumer e Leopold von Ranke a Berlino e Friedrich Wilhelm Joseph Schelling a Monaco. La sua comprensione della storia ne è stata fortemente influenzata. Nel 1830 fu nominato membro onorario dell'Accademia bavarese delle scienze. Durante un'escursione nell'aprile del 1829, Massimiliano vide le rovine fatiscenti del Castello di Hohenschwangau, che poi acquistò nell'ottobre del 1832 e lo fece ricostruire come residenza estiva dall'architetto Domenico Quaglio; la nuova residenza reale divenne un modello per i castelli da fiaba che il figlio maggiore, re Ludovico II, farà costruire. Accanto al Castello di Hohenschwangau, anche il Castello di Hambach fu ricostruito a partire dal 1844 per Massimiliano, ancora principe ereditario, da August von Voit, come dono di nozze. Come principe ereditario, Massimiliano intraprese lunghi viaggi in Europa, che lo portarono, tra gli altri luoghi, in Grecia, Italia ed Inghilterra, il che gli suscitò critiche. Raggiunta la maggiore età, Massimiliano fece parte anche della Camera dei Consiglieri Imperiali, come era consuetudine per i principi bavaresi. Tuttavia, egli si tenne deliberatamente lontano dall'Assemblea degli Stati perché lì avrebbe dovuto prendere posizione sulle politiche di suo padre, cosa che evitò il più a lungo possibile.

### Matrimonio

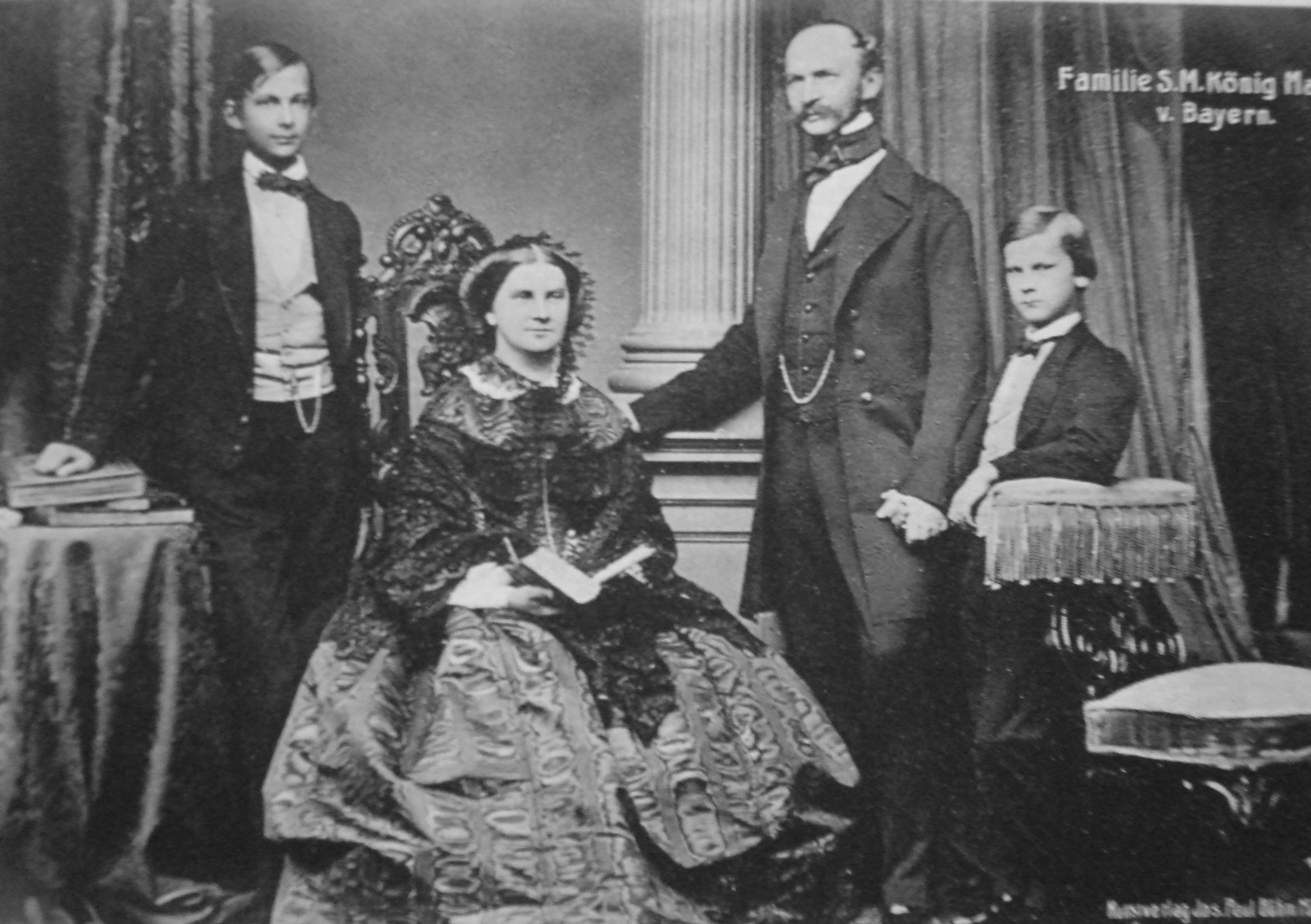
Massimiliano di Baviera assieme alla moglie Maria e i figli Ludovico e Ottone.

Nel 1838 lo zar Nicola I di Russia desiderava che la figlia Ol'ga sposasse l'erede al trono di Baviera, ma, tuttavia, Ludovico I e la regina Teresa, così come lo stesso Massimiliano, il quale aveva incontrato la granduchessa russa a Berlino, si opposero e rifiutarono le possibili nozze. Alcuni anni dopo, nel 1844, quando Nicola I progettò una cura a Bad Kissingen, cittadina della Baviera, ordinò che non gli venisse recapitata "alcun tipo di posta" dalla corte reale bavarese. Nel dicembre 1841, Massimiliano, all'epoca trentenne, decise di sposare la principessa Maria di Prussia, sua prima cugina, che aveva diciassette anni; il fidanzamento previsto per il gennaio 1842 a Berlino dovette essere rimandato perché la sposa soffriva di morbillo, ed inoltre prima che si potesse pensare alla celebrazione delle nozze, ce n'era un'altra da celebrare, ovvero la cresima della sposa. Con sua grande gioia, Federico Guglielmo IV e la regina Elisabetta Ludovica di Prussia, zia paterna di Massimiliano, approvarono il fidanzamento della nipote Maria con l'erede al trono Massimiliano di Baviera. I due si sposarono nell'ottobre 1842. Maria, di fede protestante, poté continuare a mantenere il suo credo anche se si convertì successivamente alla religione del marito e la più praticata in Baviera, ovvero il cattolicesimo. La coppia ebbe due figli maschi, entrambi sovrani di Baviera:
- Ludovico II di Baviera (1845 - 1886)
- Ottone I di Baviera (1848 - 1916)

### Re di Baviera

#### Ascesa al trono

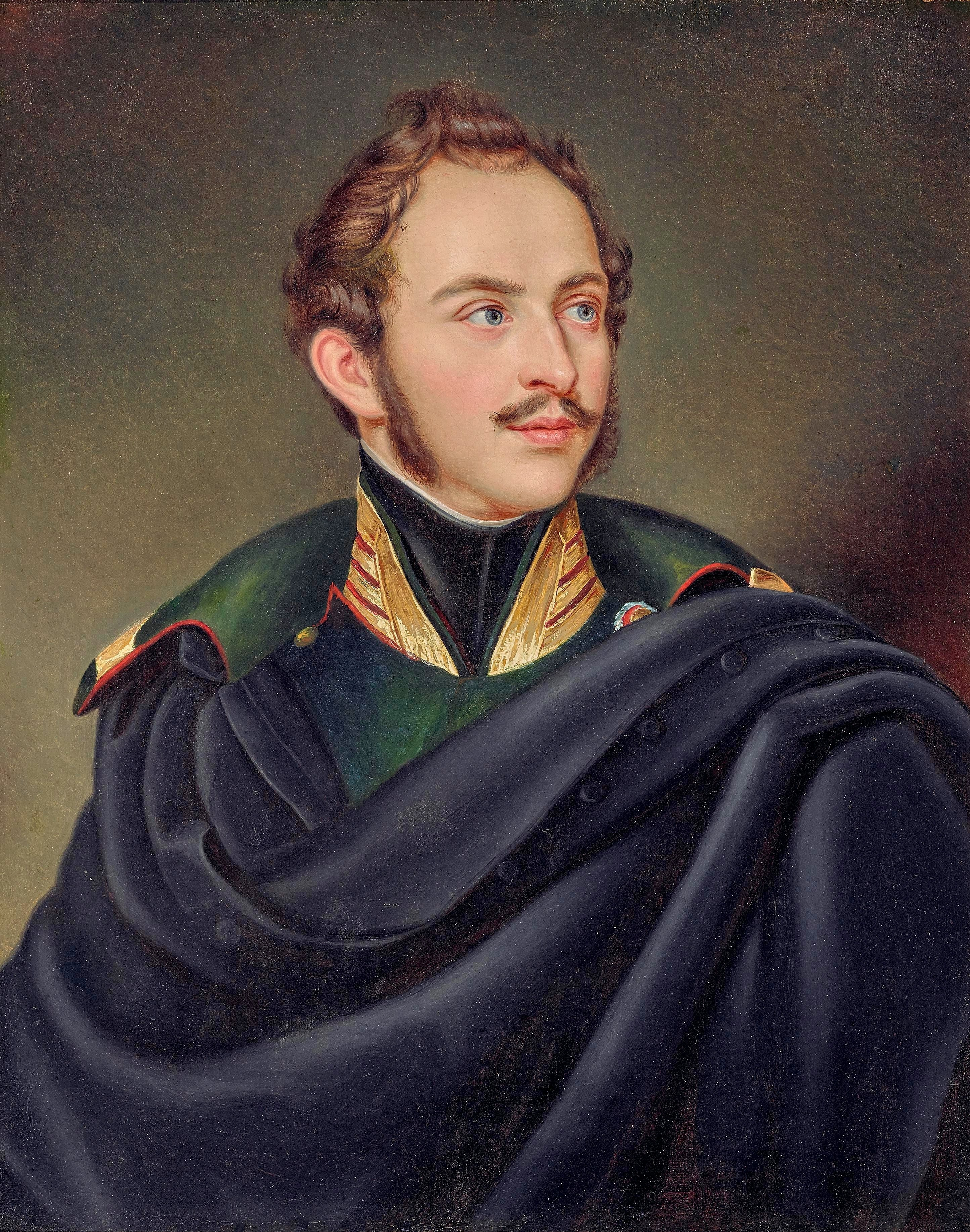
Ritratto di Massimiliano Wittelsbach, Joseph Karl Stieler, come erede al trono.

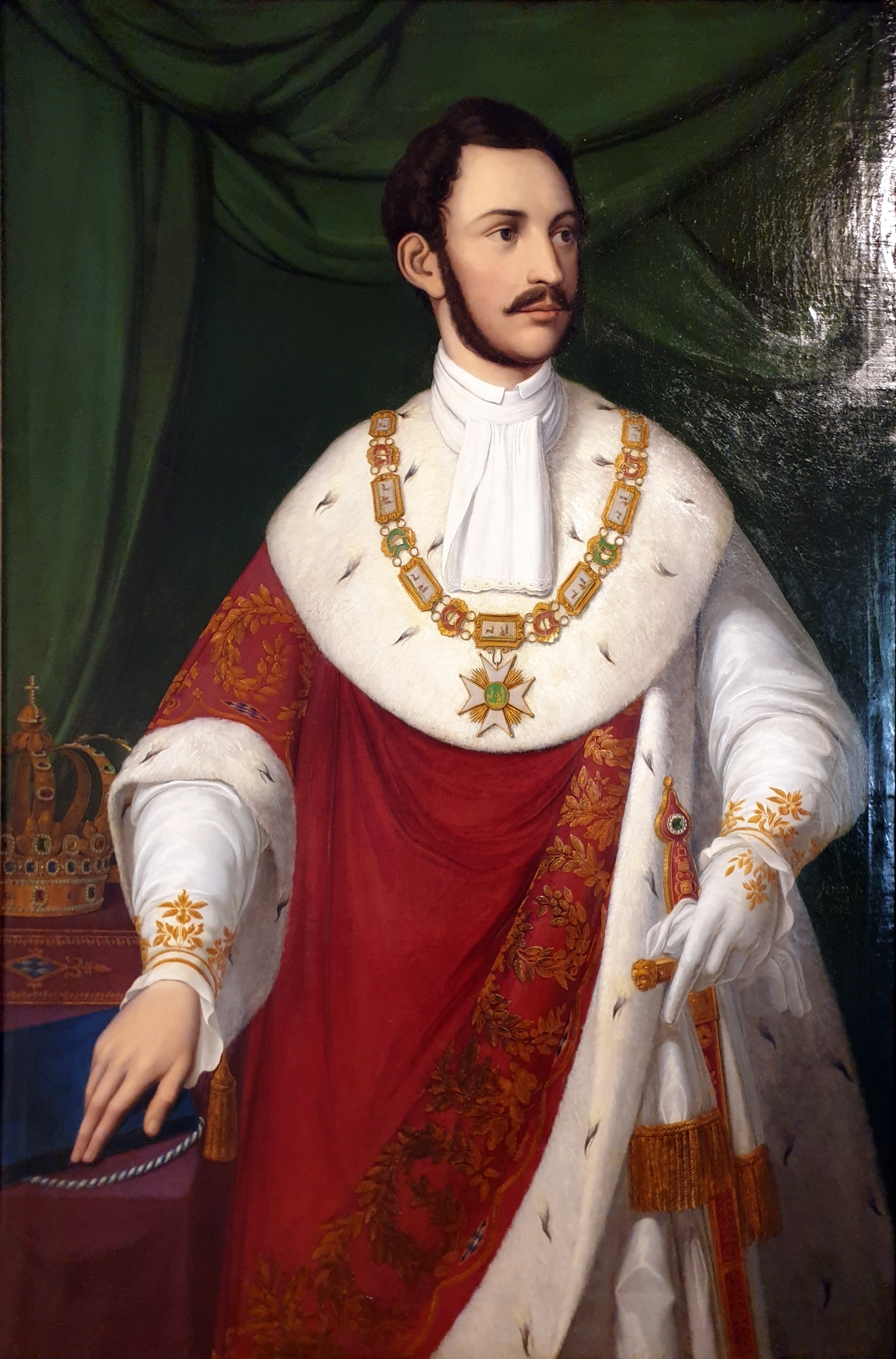
Ritratto di Massimiliano II di Baviera, di Berthold Joseph Krug, nel 1849, oggi conservato al Museo storico di Bamberga.

Nel 1846 il padre di Massimiliano, re Ludovico I, cominciò una relazione con l'attrice irlandese Lola Montez; questo rapporto fu scoperta dalla regina Teresa che cominciò a mettere in imbarazzo il consorte, tenendosi lontano dal marito a teatro, a tavola o davanti ai diplomatici, il tutto ben visibile al pubblico. La relazione tra il sovrano e la Montez divenne pubblica e creò uno scandalo, che, unito al comportamento assolutista e ad un aumento dei prezzi, suscitò nel popolo un grande risentimento, alimentato da una precedente rivolta universitaria del marzo 1848. Sia la famiglia reale che i conservatori si rivoltarono a Ludovico I, inoltre I ministri simpatizzavano con il popolo. Ludovico fu così costretto a firmare il cosiddetto "Proclama di marzo" (che gli era stato dettato dal suo ministro Oettingen-Wallerstein in risposta ai disordini e alle dimostrazioni) con notevoli concessioni: dichiarò che avrebbe convocato immediatamente l'Assemblea degli Stati e avviato delle riforme; lo stesso giorno l'esercito prestò giuramento sulla costituzione. Ludovico I nominò il sindaco di Ratisbona, Gottlieb von Thon-Dittmer, amministratore del Ministero degli Interni con il compito di istituire un Ministero di Marca e di attuare, in collaborazione con il Parlamento Regionale, le concessioni reali contenute nel proclama. Il 16 marzo 1848 si verificarono nuovi disordini, poiché la Montez era tornata a Monaco dopo l'esilio, venendo ricercata dalla polizia su ordine del monarca il 17 marzo, e questa fu per lui la peggiore umiliazione. Alla fine re Ludovico I di Baviera abdicò il 20 marzo 1848 in favore del primogenito, che gli successe come Massimiliano II (Giuseppe) di Baviera; il primo provvedimento del nuovo sovrano fu contrastare il clima rivoluzionario nel regno e concedere le riforme promesse. Con il proclama di marzo il padre legò già il figlio ad un programma, la cui attuazione avrebbe trasformato la Baviera in una monarchia costituzionale nel vero senso della parola. Ludovico I è quindi considerato l'ultimo monarca sovrano regnante in Baviera. Nonostante il suo lungo periodo come principe ereditario, la sua ascesa al potere nell'anno rivoluzionario del 1848 fu del tutto inaspettata e frettolosa. Dopo aver prestato giuramento, nel suo discorso dal trono dichiarò: "Sono orgoglioso di definirmi un re costituzionale".

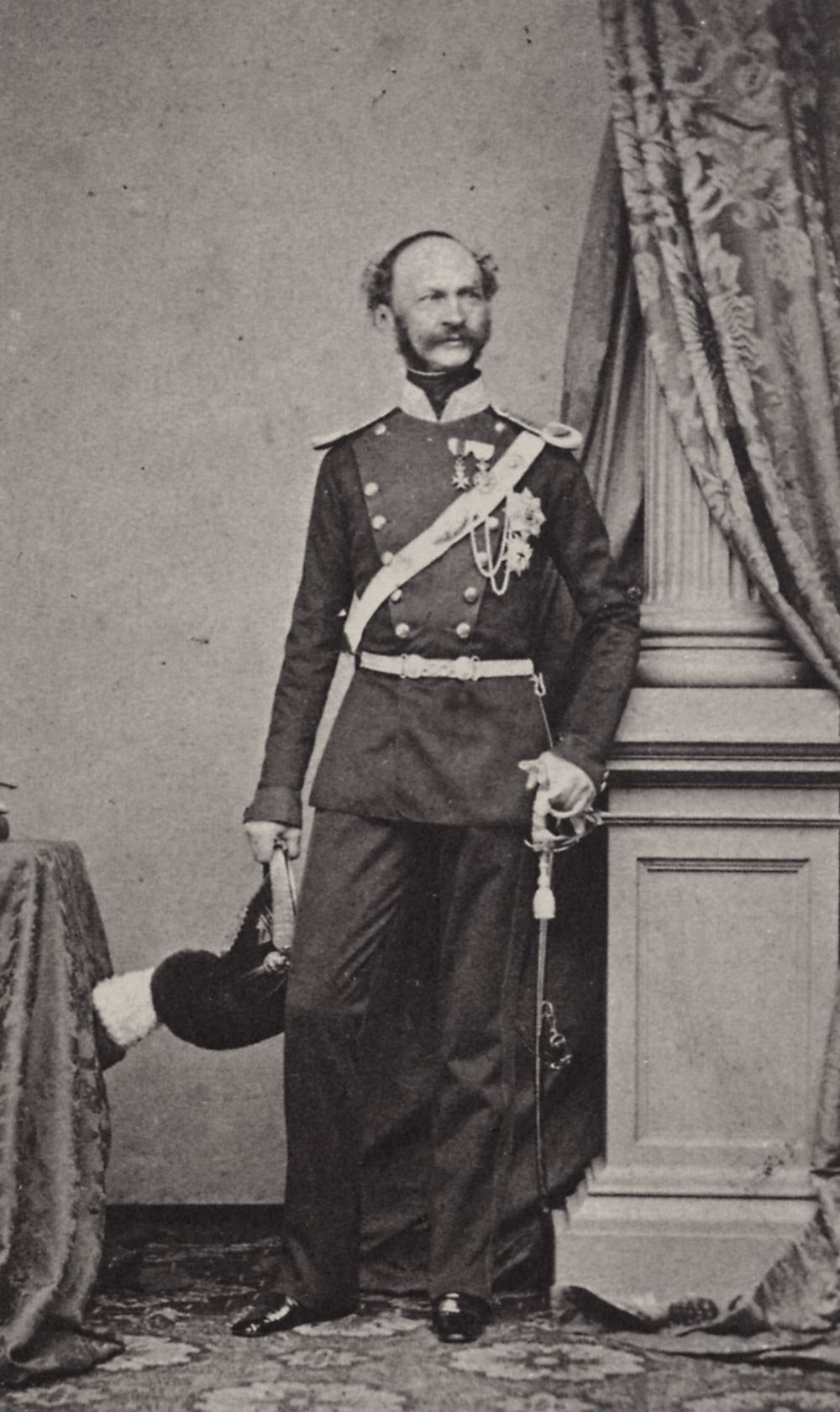
Re Massimiliano II in uniforme militare.

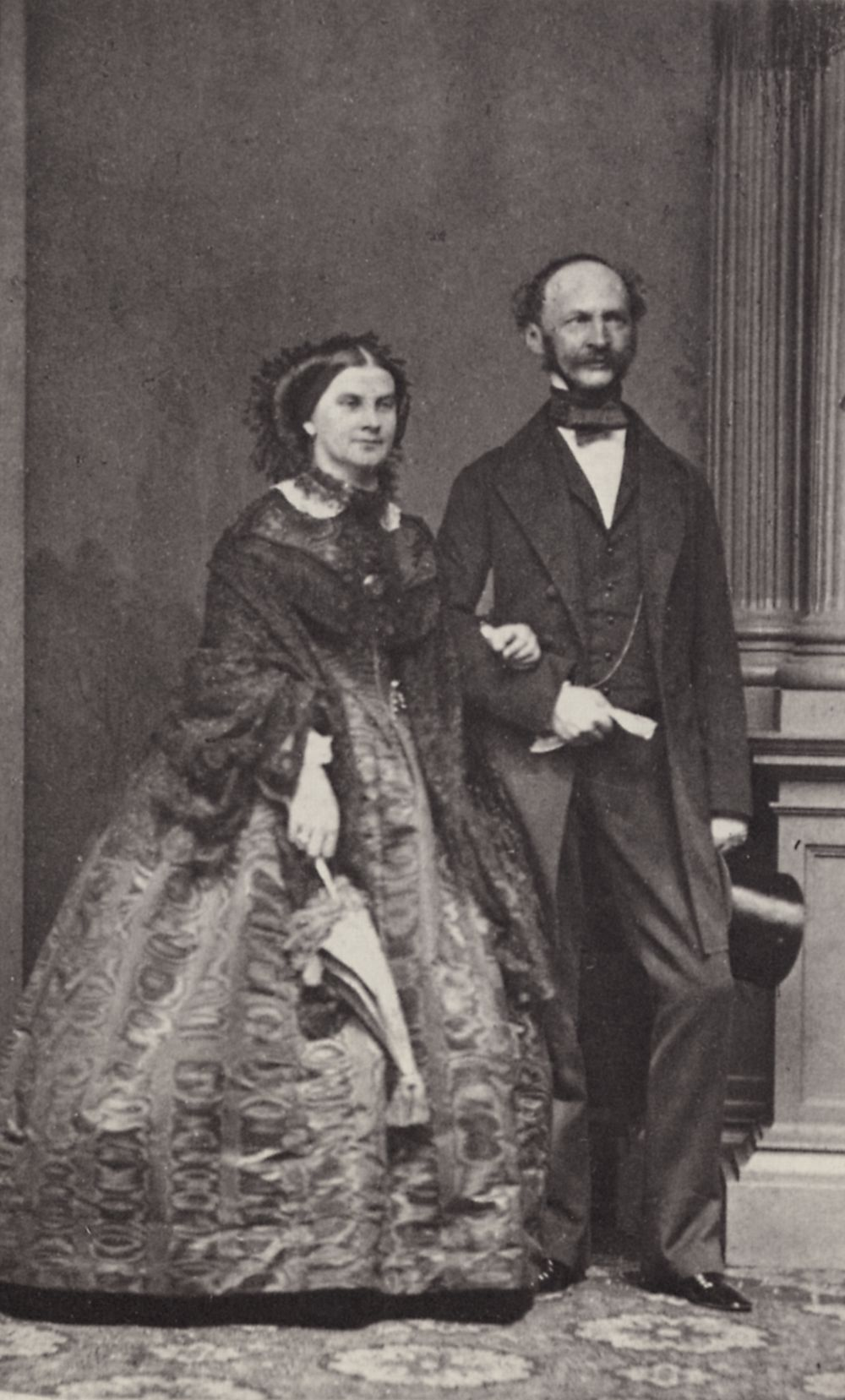
Massimiliano II e la regina Maria.

Poco dopo il suo insediamento, Massimiliano II concesse una riforma della costituzione approvata dal padre Ludovico I; sotto il suo governo, il parlamento statale annunciò riforme liberali nei settori della legge elettorale statale, della censura della stampa, della legge sulle assemblee e sulle associazioni, e della magistratura, nonché dell'emancipazione dei contadini. Fu approvata una nuova legge elettorale, i membri della Seconda Camera non vennero più eletti in base a gruppi professionali ed al Parlamento statale fu conferito il diritto di iniziativa legislativa. Tuttavia, l'attuazione di queste riforme richiese molto tempo. Il progetto di Massimiliano di una legge sull'emancipazione degli ebrei incontrò una forte resistenza da parte del popolo. Nel 1849 venne creata la carica di Primo ministro, che in seguito venne solitamente collegata alla carica di Ministro degli Esteri. Nonostante l'ampliamento dei diritti del Landtag, il Parlamento bavarese, Massimiliano riuscì comunque a mantenere l'iniziativa politica decisiva per la corona. Con la nomina del ministro conservatore Ludwig von der Pfordten, la fase delle riforme durante il regno di Massimiliano II terminò nel 1849. Nel 1852, il re riuscì a rivedere il giuramento costituzionale dell'esercito bavarese e, sebbene continuasse a rispettare la costituzione, i loro diritti alla libertà e alla codeterminazione non potevano essere rivolti contro la monarchia. Nel 1851, l'istituzione di fondi di risparmio, prestiti, indennità di malattia e pensioni divenne obbligatoria per l'apertura di fabbriche. Gli anni '50 segnarono la svolta definitiva dell'industrializzazione in Baviera, anche se solo in alcune regioni del paese. Sebbene il sovrano non simpatizzasse il settore manifatturiero, creò nel 1848 un fondo di sostegno per scopi industriali e, insieme al Ministero del commercio e dei lavori pubblici, un precursore del successivo Ministero degli affari economici. Ancora più di suo padre, re Massimiliano era aperto alle conseguenze sociali dell'industrializzazione. Nel 1861, con l'abolizione dei vecchi tribunali regionali, ebbe luogo la separazione tra giustizia e amministrazione. 

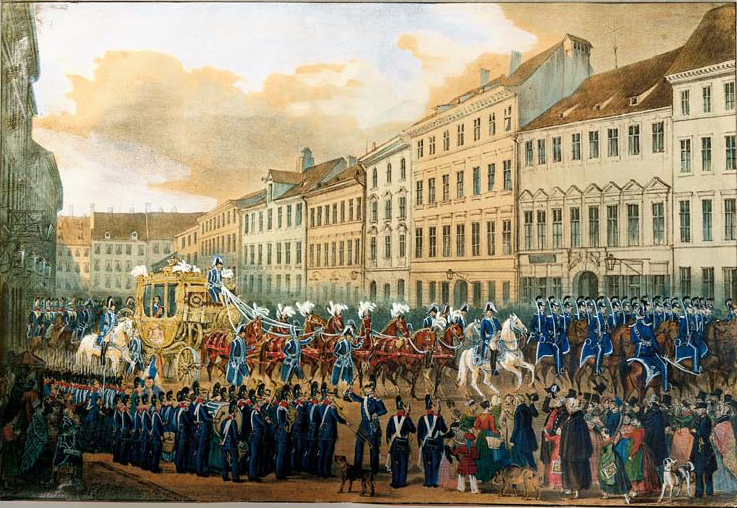
Re Massimiliano II di Baviera lascia il Parlamento di Stato dopo l'apertura.

La politica governativa di Massimiliano fu caratterizzata dalle ripetute richieste di opinioni ai suoi ministri ed agli studiosi che lo circondavano, il che spesso comportava lunghi ritardi nel processo decisionale. Inoltre, re Massimiliano viaggiò spesso in Italia ed in Grecia, dove regnava il fratello minore Ottone, lasciando il lavoro incompiuto per lunghi periodi. Il suo rapporto con il padre, che continuava il suo lavoro di costruttore, era teso; Massimiliano era considerato dai suoi contemporanei esitante e riservato. Tuttavia, il sovrano di Baviera era aperto alle esigenze sociali della classe operaia. Tuttavia, non era molto popolare tra la gente. Massimiliano II diffidava infatti anche del suo popolo e per tutta la vita temette un colpo di stato come quello da lui minacciato nel 1848. In questo contesto si inseriscono i rapporti mensili sullo stato d'animo del regno richiesti dal Ministro di Stato per gli Interni, i piani segreti di allarme di numerose città bavaresi e persino la costruzione dell'enorme caserma "Max II" a Monaco, concepita come cittadella di corte.

#### Politica estera

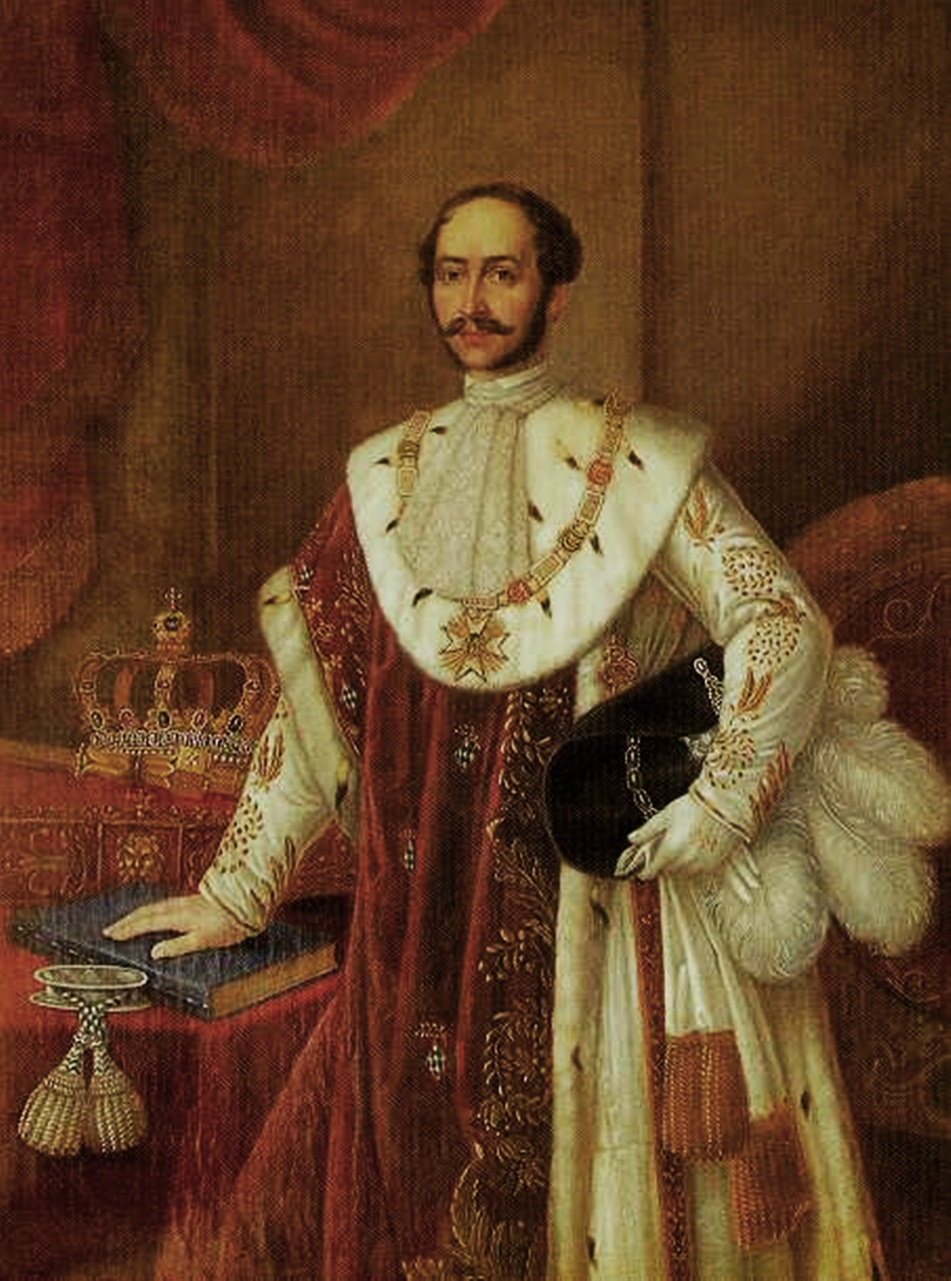
Massimiliano II di Baviera, in abiti cerimoniale dell'incoronazione.

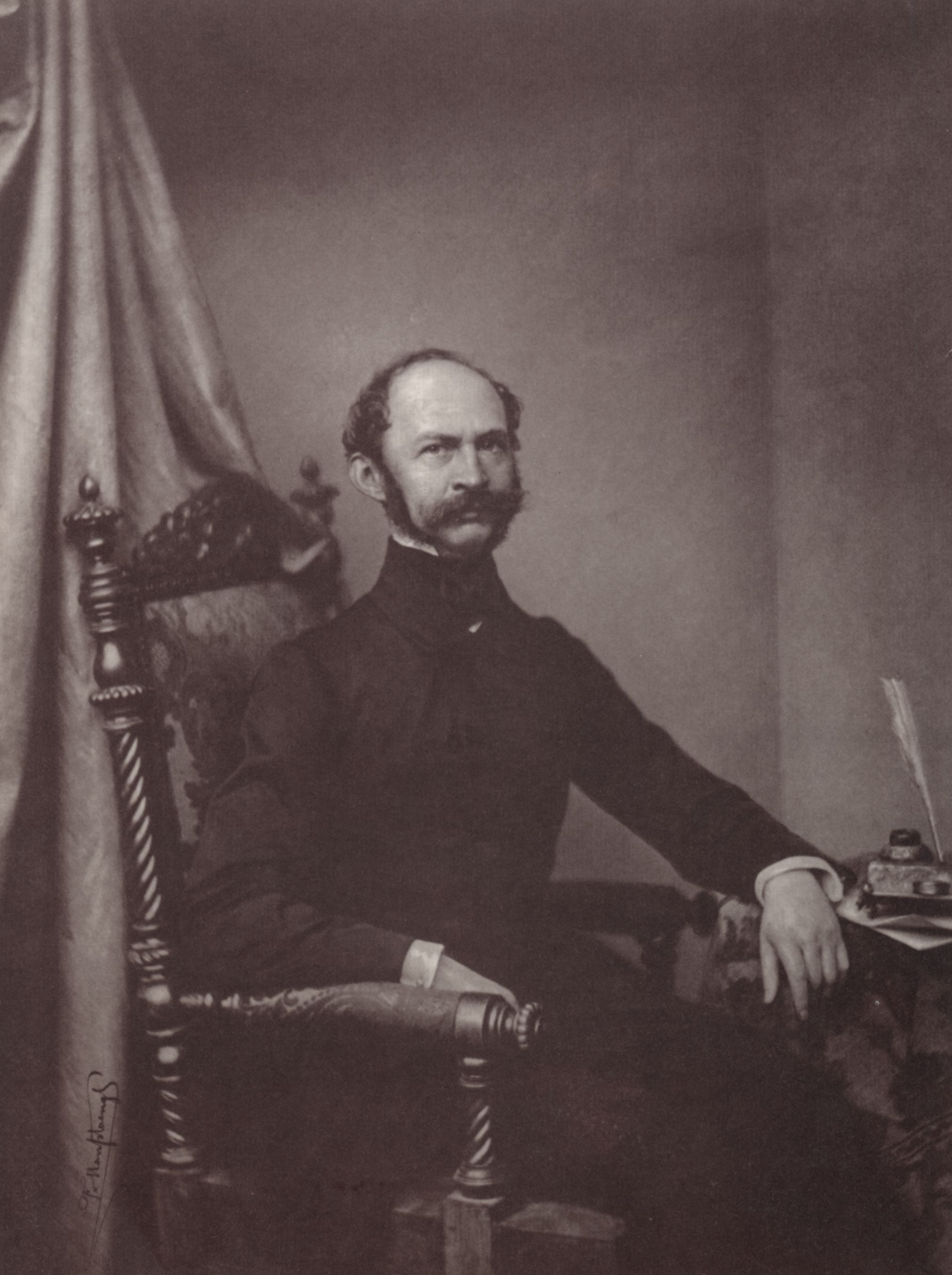
Fotografia di Massimiliano II Giuseppe.

Massimiliano in politica estera cercò di preservare l’indipendenza della Baviera all’interno della Confederazione tedesca, creata dal Congresso di Vienna nel 1815. A seguito della Rivoluzione tedesca di marzo, scoppiata tra gli stati della conferenza, aveva portato all'elezione dell'Assemblea di Francoforte, il primo parlamento unitario della Germania. Questo organo parlamentare impose una costituzione alla Confederazione tedesca il 28 marzo 1849, istituendovi una monarchia costituzionale ereditaria, la cui corona fu offerta a Federico Guglielmo IV di Prussia, il quale però si rifiutò di accettare il possibile titolo di sovrano tedesco, a queste condizioni. Nel regno di Baviera, le prime elezioni parlamentari si tennero il 7 dicembre 1848: il risultato si dimostrò per la maggior parte favorevole alla sinistra (die Linke), i cosiddetti "Sostenitori della Sovranità Popolare e dell'Unità della Germania". Nel Palatinato, i votanti elessero in tutto 19 seggi al parlamento. All'apertura del parlamento il 22 gennaio 1849, re Massimiliano II di Baviera promise ulteriori riforme per il suo popolo. Il 9 gennaio, nel frattempo, il parlamento aveva passato una legge, sulla base di quanto proposto dall'Assemblea di Francoforte nel dicembre del 1848. Il sovrano si rifiutò di controfirmare la legge ed aggiornò il parlamento all'8 marzo, inoltre il 23 aprile, sempre Massimiliano, ed il governo rifiutarono la costituzione di Francoforte. Il 14 aprile, la Suprema Corte di Baviera rifiutò la validità del documento dei diritti fondamentali della Baviera.  I deputati di sinistra interpretarono questo gesto come un tentativo di colpo di Stato. I deputati palatini tornarono alle loro municipalità con una soluzione in merito, ovvero che l'uso della forza rimaneva infine l'unico mezzo di risoluzione. I territori del Palatinato, della Franconia e della Svevia proposero quindi l'adozione della costituzione, l'abolizione della monarchia e la secessione di questi stessi territori dalla Baviera. Il 3 maggio 1849, la Rivolta di maggio di Dresda divampò, ma già il 9 maggio venne schiacciata dalle truppe sassoni e prussiane insieme, mentre l'11 maggio, ebbe luogo una terza rivolta nel Baden con l'ammutinamento delle truppe di stato della fortezza di Rastadt. Re Massimiliano chiese l'aiuto militare della Prussia ed il 10 giugno 1849 un corpo d'armata bavarese marciò nel Palatinato, soffocando così la rivolta. Negli anni successivi, insieme al suo ministro Ludwig von der Pfordten, Massimiliano perseguì il concetto di politica triassica: ciò prevedeva lo sviluppo degli stati centrali tedeschi, sotto la guida della Baviera, in una terza forza accanto alle due grandi potenze della Prussia e dell'Austria. L'"Alleanza dei Quattro Re" venne stipulata il 27 febbraio 1850 tra i regni di Baviera, Sassonia, Hannover e Württemberg. In questo contesto si dice che la Baviera abbia di fatto affondato il progetto dell’Unione di Erfurt. Nella crisi d'autunno del 1850, la Baviera si schierò quindi dalla parte dell'Austria e fece marciare le sue truppe nell'Elettorato d'Assia, dove si fronteggiarono gli eserciti bavarese-austriaco e prussiano. Le truppe di occupazione bavaresi e austro-bavaresi occuparono parti dell'Assia elettorale dal novembre 1850 all'estate del 1851 nell'ambito di un intervento federale per rafforzare la controrivoluzione conservatrice.

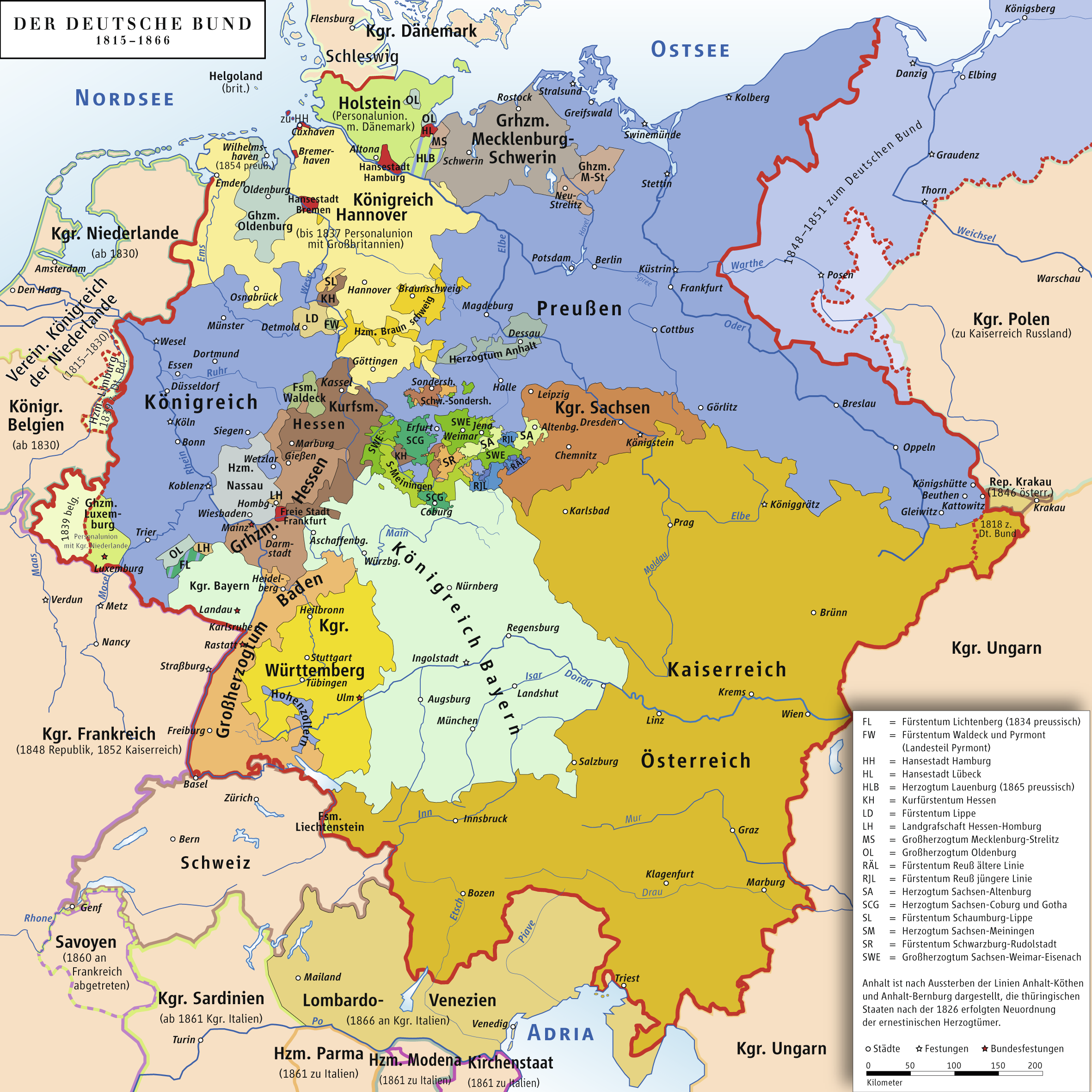
Mappa della Confederazione germanica

Mappa del Regno di Baviera come stato membro dell'Impero tedesco, nel 1871.

Dopo l'accordo tra Austria e Prussia nel Trattato di Olmütz del dicembre 1850, il concetto di Triassico perse importanza negli anni successivi. La Baviera e le altre potenze centrali tedesche tentarono invano di convincere il governo di Vienna ad aderire al Zollverein, unione doganale tedesca. La conferenza di Bamberga, avviata da Massimiliano durante la Guerra di Crimea, si concluse nel 1854 con una notevole perdita di prestigio diplomatico per la Baviera, poiché l'Austria rimase neutrale ma non consultò la Confederazione tedesca né prese atto delle condizioni degli stati centrali tedeschi. La Grecia, governata dal fratello di Massimiliano, Ottone, si era schierata al fianco della Russia nel conflitto in Crimea. Dopo la sconfitta dell'Impero austriaco nella Seconda guerra d'indipendenza italiana, contro la Francia ed il Piemonte nel 1859, il ministro degli Esteri austriaco, Von Rechberg und Rothenlöwen, propose di aderire al Zollverein, unione doganale tedesca, nel 1862. Tuttavia, il primo ministro della Prussia Otto von Bismarck bloccò l'iniziativa minacciando i membri dello Zollverein con il ritiro della Prussia. Le conferenze di Würzburg non portarono ad alcuna riforma della Confederazione tedesca. Anche la Dieta dei principi di Francoforte (la Frankfurter Fürstentag), alla quale partecipò anche re Massimiliano, fallì nel 1863. Guglielmo I di Prussia era assente alla cerimonia di apertura, nonostante l'imperatore Francesco Giuseppe d'Austria, presente alla dieta, lo avesse invitato. Nel febbraio 1864 scoppiò la Guerra prussiana-danese, conosciuta meglio come Seconda guerra dello Schleswig; fino alla fine fu evidente l'impotenza politica della Baviera e della Confederazione tedesca di fronte alle grandi potenze Austria e Prussia. All'inizio della campagna militare per l'unificazione tedesca, la Baviera era ancora in disparte. Nell'Assemblea federale, le azioni arbitrarie delle due grandi potenze tedesche nel conflitto contro la Danimarca, provocarono ripetutamente proteste da parte degli stati centrali tedeschi, preoccupati per l'illegalità. I regni di Baviera e Sassonia negarono quindi all'Austria il trasporto delle truppe attraverso i loro territori, cosicché dovettero passare attraverso la Slesia. Il 21 febbraio 1856, su proposta del Regno di Baviera, l'Assemblea federale della Confederazione tedesca istituì una commissione per redigere un codice commerciale. Si dice che il re Massimiliano II abbia personalmente avviato questo progetto. L'allora inviato prussiano al Bundestag, Otto von Bismarck, non votò contro la proposta bavarese, contrariamente alle istruzioni del primo ministro prussiano Otto Theodor von Manteuffel.

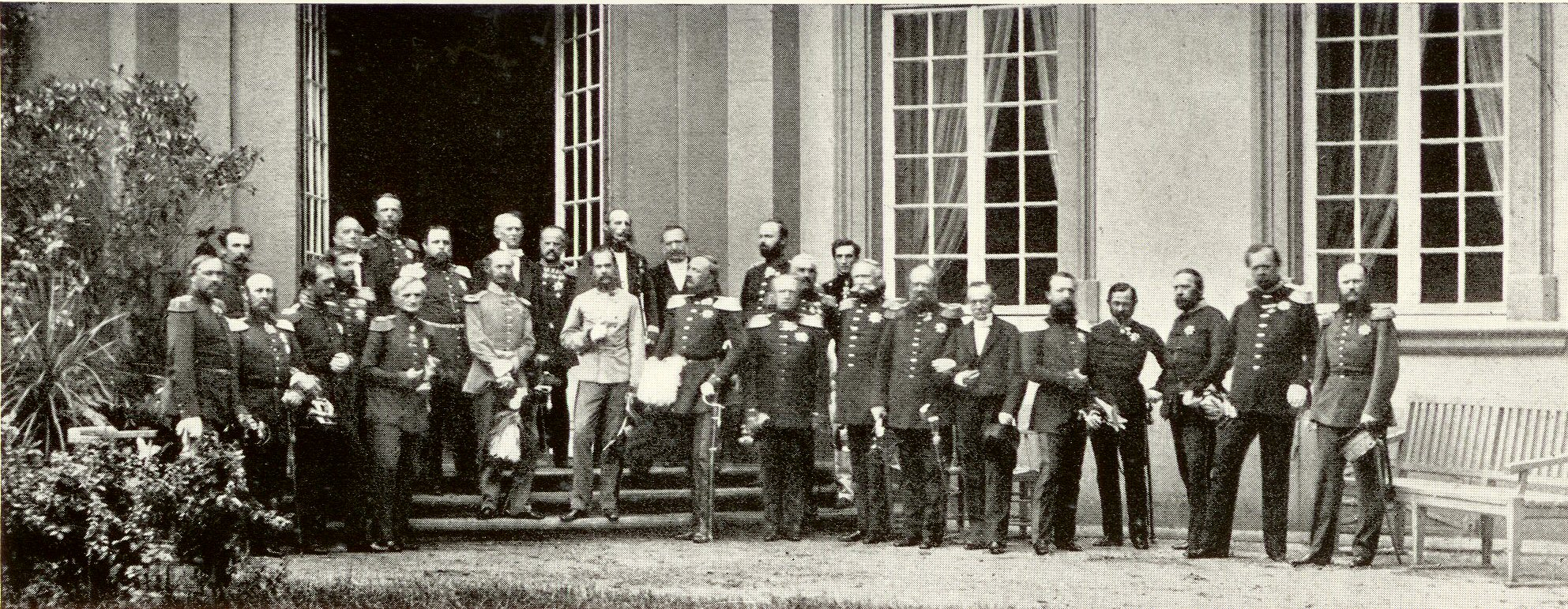
Fotografia della Frankfurter Fürstentag con tutti i principi partecipanti riuniti al Palazzo Thurn und Taxis, a Francoforte nel 1863. Al centro, in uniforme chiara, Francesco Giuseppe d'Austria e Massimiliano II di Baviera alla sinistra, mentre alla destra Giorgio V di Hannover, Luigi III d'Assia, Pietro II di Oldenburg, Federico I di Baden, Guglielmo I del Württemberg, Ernesto II di Sassonia-Coburgo-Gotha (primo a sinistra), il granduca Carlo Alessandro di Sassonia-Weimar-Eisenach ed il re Giovanni di Sassonia (quarto a sinistra).

#### Politica culturale

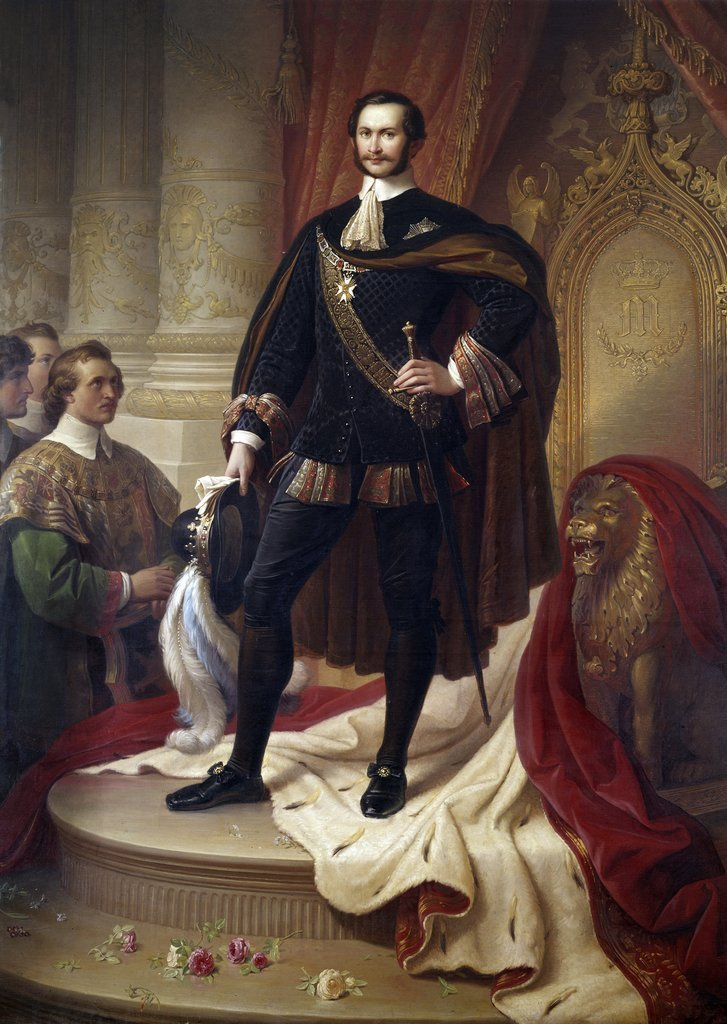
Ritratto del re Massimiliano II Giuseppe di Baviera, artista Julius Zimmermann.

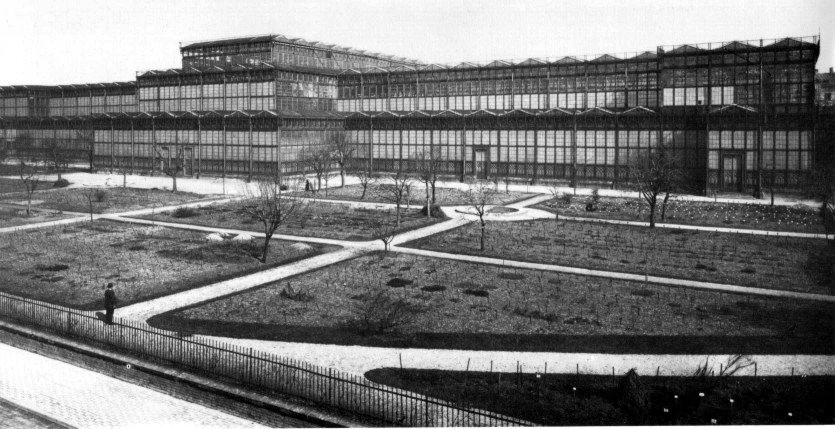
Il Palazzo di Vetro di Monaco, Baviera.

Massimiliano era un mecenate della scienza e dell'arte, oltre ad essere aperto alle innovazioni tecniche del suo tempo. La nomina di professori famosi, i cosiddetti "aurora boreale", all'Università Ludwig Maximilian di Monaco rafforzò la reputazione di Monaco di Baviera come città universitaria, ma suscitò anche timore tra la popolazione piuttosto conservatrice, poiché la maggior parte di coloro che vennero nominati erano protestanti e di idee piuttosto liberali. Il sovrano bavarese si impegnò in particolare nella promozione degli studi storici in Baviera, ispirati al modello prussiano; dal 25 settembre al 13 ottobre 1854, il suo insegnante accademico Leopold von Ranke soggiornò, su invito del re, nella residenza estiva di Berchtesgaden. Secondo il desiderio di Massimiliano II, la materia storica avrebbe dovuto acquisire un'importanza notevolmente maggiore in tutte e tre le università statali di Erlangen, Monaco e Würzburg, nonché nelle scuole di tutto il regno, in piena sintonia con lo spirito del tempo. Con l'aiuto del suo relatore e allievo di Ranke Heinrich von Sybel, che era anche professore di storia all'Università di Monaco, si decise di fondare seminari di storia nelle università statali. Presso l'Università di Erlangen, il seminario fu fondato dallo storico Karl Hegel in stretta collaborazione iniziale con Heinrich von Sybel.  Il 20 agosto 1858 venne istituita presso l'Accademia bavarese delle scienze di Monaco di Baviera la Commissione storica, sostenuta in particolar modo da Massimiliano II personalmente. Nel 1855 il re fondò il Museo Nazionale Bavarese, mentre nel 1851 visitò la Grande Esposizione di Londra e fu testimone degli inizi del South Kensington Museum, conosciuto meglio come Victoria and Albert Museum. Nel 1853, su suo incarico, il direttore dell'archivio Karl Maria von Aretin, che stava preparando una pubblicazione su larga scala dei monumenti artistici della casa regnante bavarese, presentò i progetti per la costruzione di un museo separato dei Wittelsbach. Il monarca decise il nome definitivo “Museo Nazionale Bavarese” in una lettera personale datata 30 giugno 1855. Dal 1854 il re tenne anche simposi settimanali con l'élite intellettuale di Monaco e con i cosiddetti "aurora boreale" (tra cui Justus von Liebig, Emanuel Geibel o Paul Heyse). Hans Christian Andersen visitò "Re Max" (come lo chiamava) nel suo Castello di Starnberg e descrisse il suo aspetto come di un giovane uomo estremamente amabile. Il re, dopo aver letto i suoi romanzi e le sue fiabe, fece sapere ad Andersen di essere rimasto profondamente colpito da "L'improvvisatore", "En Digters Bazar", "La sirenetta" e "Il paradiso terrestre". Durante la visita, Andersen lesse anche "Il brutto anatroccolo". In seguito, Andersen visitò Massimiliano II al Castello di Hohenschwangau. 

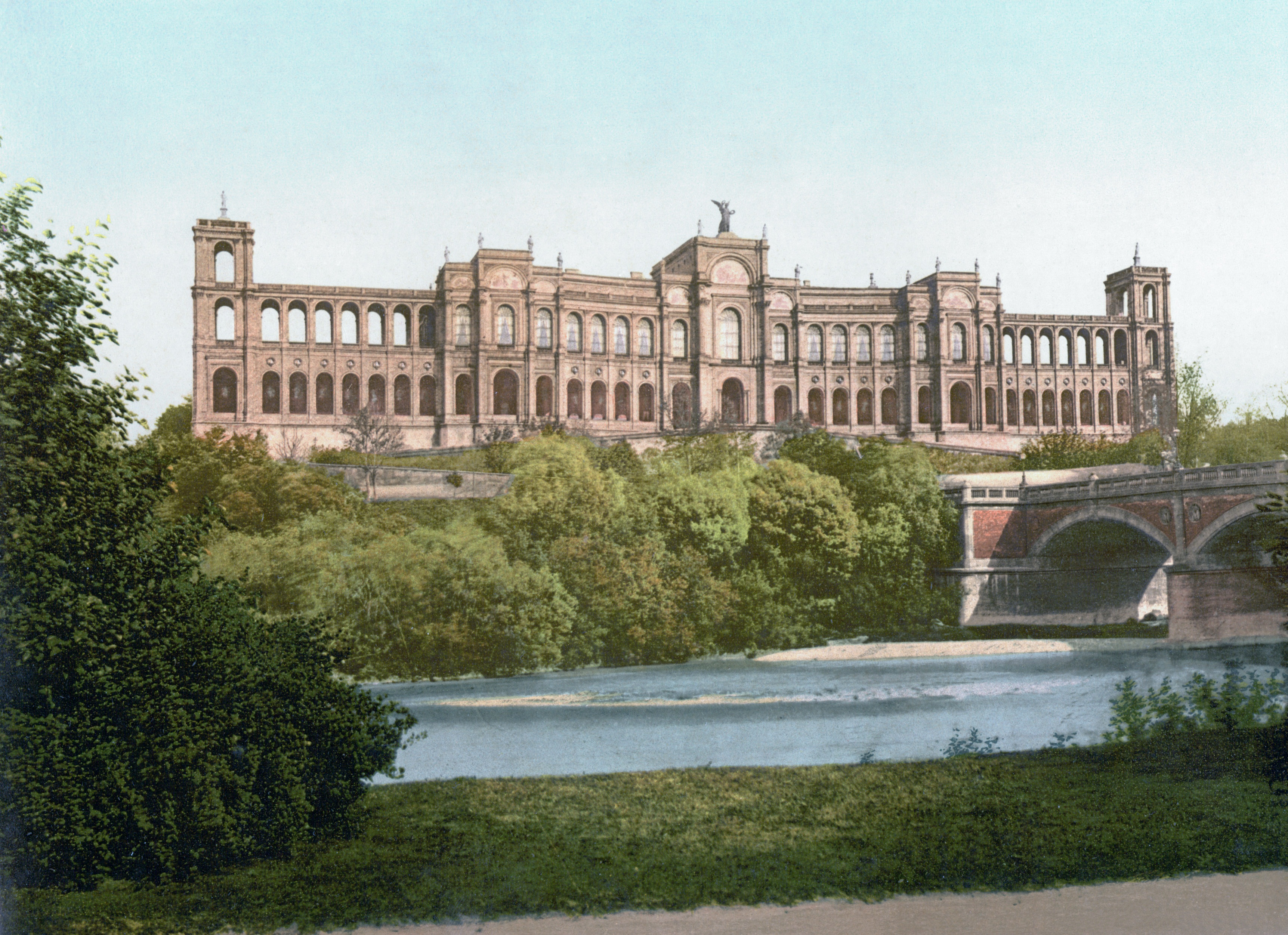
Veduta del Maximilianeum, nel 1900, oggi sede del Parlamento di Baviera.

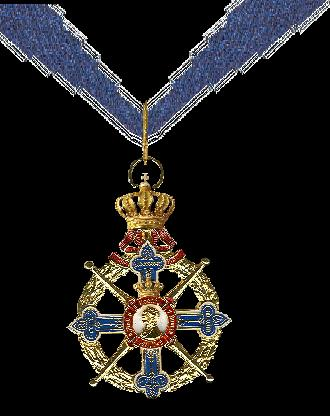
L'Ordine di Massimiliano per le scienze e le arti, istituito da Massimiliano nel 1853.

Re Massimiliano è anche il fondatore del Maximilianeum, una fondazione bavarese per studenti particolarmente dotati, nel cui edificio ora ha sede il Parlamento dello Stato bavarese. Durante il regno di Massimiliano II, lo stile architettonico dei progetti di edifici reali cambiò radicalmente: molti edifici a Monaco, e fuori dalla capitale, vennero costruiti nello stile neogotico "massimiliano", come la Maximilianstraße, sotto la direzione dell'architetto Friedrich Bürklein. Furono realizzate anche nuove costruzioni in vetro e ghisa, come il Palazzo di Vetro, progettato da August von Voit. Nonostante le sue distanze, in fondo era vicino al popolo e patriottico, ma cercò anche di promuovere l'arte e i costumi del popolo per contrapporre il sentimento nazionale bavarese agli sforzi per l'unificazione tedesca. Sosteneva i costumi, le usanze, la musica popolare e le tradizioni bavaresi. Il re incluse addirittura ufficialmente nelle cerimonie di corte coloro che indossavano i costumi tradizionali, indossò giacche tradizionali con pantaloni di pelle durante la caccia e scrisse nel 1849 che considerava la conservazione dei costumi tradizionali di "grande importanza" per il sentimento nazionale. Da allora, il costume tradizionale è stato accettato alla corte di Monaco. Massimiliano II proibì anche le marce basate su motivi tratti dalle opere italiane durante le parate; Le canzoni popolari bavaresi avrebbero dovuto formare il trio di marce militari. Nelle estati del 1849 e del 1855 viaggiò in tutto il suo regno. Dal 24 giugno al 27 luglio 1858 intraprese un viaggio a piedi attraverso il suo paese, che iniziò a Lindau. Tuttavia, a causa della frequente pioggia, dovette utilizzare più volte la carrozza che aveva portato con sé. Il 28 novembre 1853, Massimiliano II fondò l'Ordine di Massimiliano per le scienze e le arti, al fine di ricompensare i benemeriti delle arti e delle scienze di origini bavaresi, e come tale viene anche definito il "premio Nobel bavarese". Dopo il 1932, con l'inizio del governo nazionalsocialista, cessò il conferimento della medaglia, tuttavia, solo nel 1980, l'ordine venne di nuovointrodotta dal primo ministro bavarese Franz Josef Strauß e conferita per la prima volta nel 1981.

### Morte

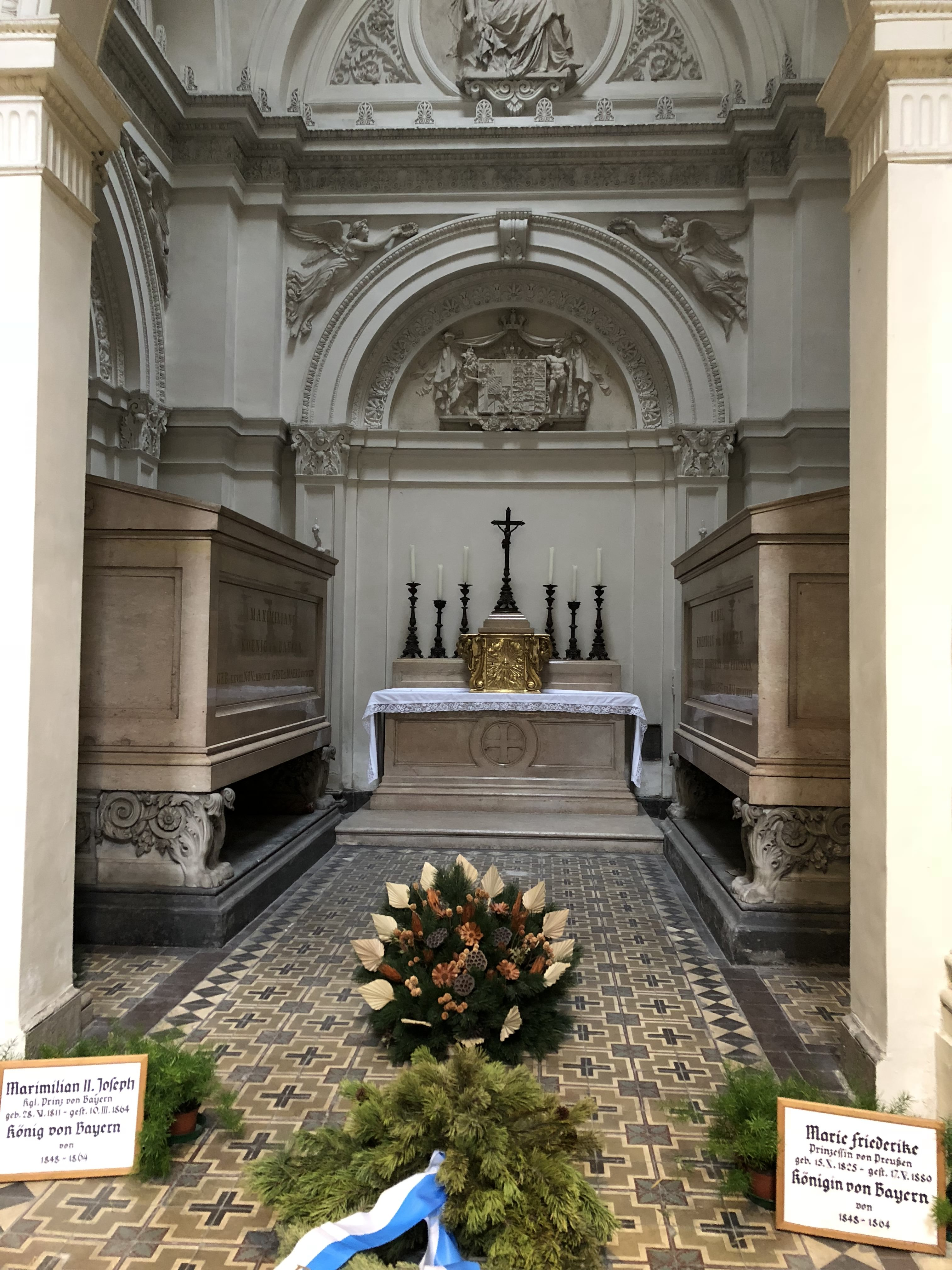
Tombe di Massimiliano II e della moglie Maria, nella Chiesa di San Gaetano.

Massimiliano II soffrì di mal di testa per tutta la vita, inoltre un attacco di tifo nel 1835 lo aveva indebolito in modo permanente. Nel 1863 si recò nuovamente in Italia per cercare sollievo prima che la crisi dello Schleswig-Holstein lo richiamasse. Massimiliano II di Baviera morì il 10 marzo 1864 dopo una grave malattia durata solo tre giorni; i medici spiegarono il fenomeno come una rapida diffusione dell'erisipela sul petto. Venne sepolto in una cappella laterale della Chiesa di San Gaetano a Monaco, mentre il suo cuore fu sepolto separatamente e si trova nella Cappella delle Grazie ad Altötting.Alla morte di Massimiliano, il primogenito Ludovico, che all'epoca era 18enne, gli successe al trono come Ludovico II di Baviera, tuttavia, il nuovo sovrano bavarese non era adeguatamente preparato ai compiti che lo attendevano, e ciò era dovuto non solo all'età, ma anche alla lontananza dei rapporti tra padre e figlio. Come si può dedurre dai ricordi di Franz von Pfistermeister, per lungo tempo segretario di gabinetto, re Massimiliano aveva molte difficoltà a portare con sé il figlio maggiore nella sua passeggiata mattutina. Lo fece solo poche volte perché non sapeva “di cosa parlargli”.

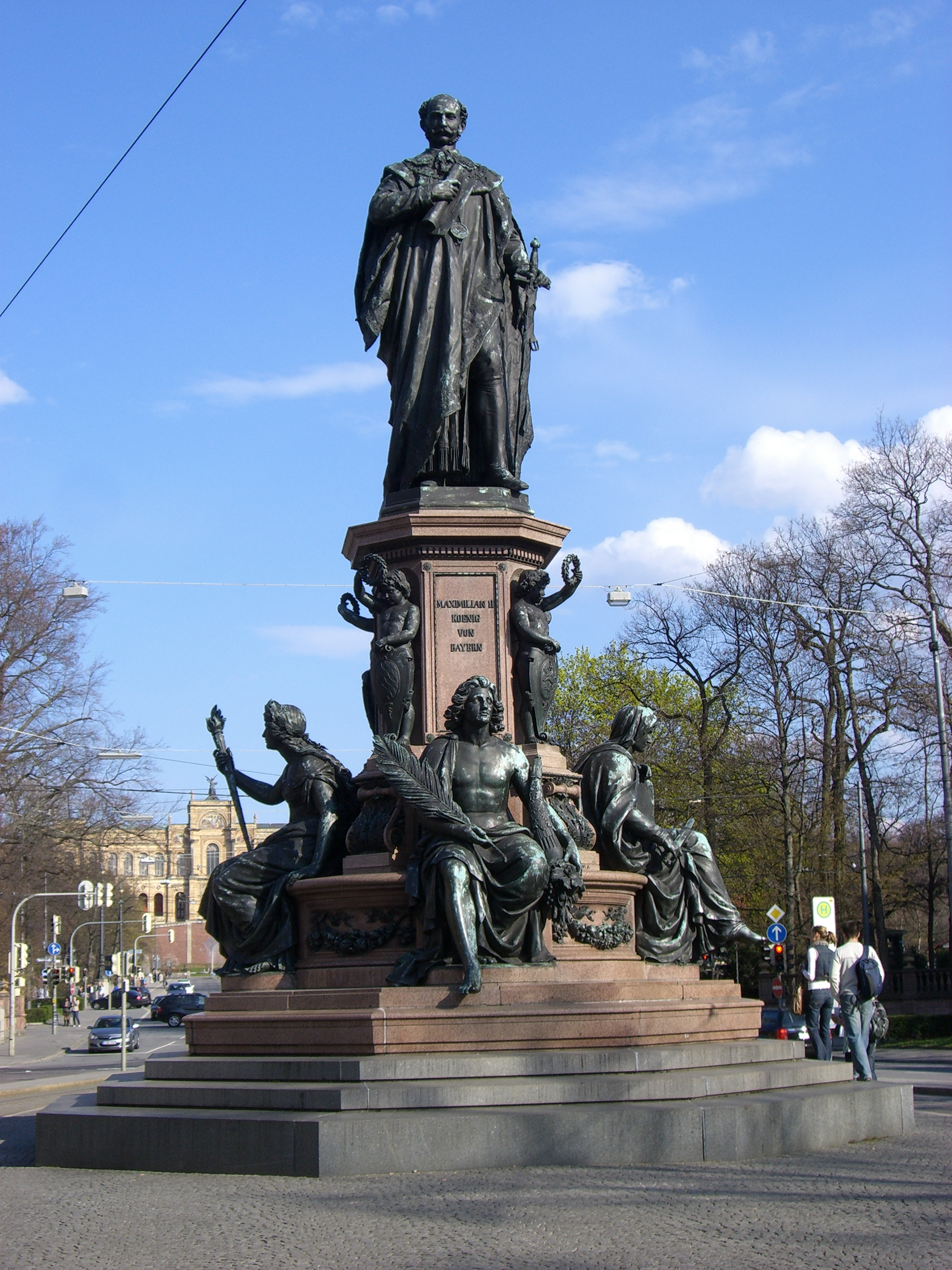
Il Maxmonument, costruito tra il 1865 ed il 1875, per re Massimiliano II di Baviera.

Nel 1849, re Massimiliano II incaricò l'architetto Eduard Riedel di riprogettare il castello di Berg in stile neogotico, con diverse torri e una merlatura. A Monaco di Baviera, tra gli altri, furono dedicati a Massimiliano II di Baviera la magnifica Maximilianstraße (con il Maxmonument) ed il Maximilianeum Anche l'ex caserma "Max II" è stata intitolata a lui, mentre il villaggio di "Maximiliansau" e la famosa sorgente termale della città termale di Bad Dürkheim, nell'ex Palatinato renano bavarese, prendono il nome dal re Massimiliano II, così come la piazza del mercato di Tirschenreuth, l'acciaieria Maxhütte a Sulzbach-Rosenberg e la miniera Maximilian a Hamm-Werries, in Vestfalia. Nel 1853 Massimiliano II fondò l'Ordine di Massimiliano per la scienza e le arti che, dopo un'interruzione tra il 1933 e il 1980, viene ancora oggi conferito come la più alta onorificenza bavarese. A Kellberg (Thyrnau) vicino a Passau nella foresta bavarese, c'è una pietra commemorativa eretta sul König-Max-Höhe in memoria della visita del re bavarese nel 1852. La pietra fu donata in onore di Sua Maestà nel 1878 da Lorenz Kronawitta. Il sentiero escursionistico dell'Alta Baviera chiamato "Maximiliansweg" prende il nome da lui, poiché fece un'escursione più lunga sulle Alpi Bavaresi nell'estate del 1858.

## Discendenza
Massimiliano di Baviera e Maria di Prussia ebbero due figli:
- Ludovico, che fu re di Baviera dal 1864 al 1886;
- Ottone, che fu re di Baviera, succedendo al fratello Ludovico, dal 1886 al 1913.

## Ascendenza
|                                       |                                                 |                                                        | Genitori                                                              |  |  | Nonni |  |  | Bisnonni                                   |  |  | Trisnonni                                |  |
|                                       |                                                 |                                                        |                                                                       |  |  |       |  |  | Federico Michele di Zweibrücken-Birkenfeld |  |  | Cristiano III del Palatinato-Zweibrücken |  |
|                                       |                                                 |                                                        |                                                                       |  |  |       |  |  | Federico Michele di Zweibrücken-Birkenfeld |  |  | Cristiano III del Palatinato-Zweibrücken |  |
|                                       |                                                 | Carolina di Nassau-Saarbrücken                         |                                                                       |  |  |       |  |  | Federico Michele di Zweibrücken-Birkenfeld |  |  |                                          |  |
| Massimiliano I Giuseppe di Baviera    |                                                 |                                                        |                                                                       |  |  |       |  |  | Federico Michele di Zweibrücken-Birkenfeld |  |  |                                          |  |
|                                       |                                                 | Maria Francesca del Palatinato-Sulzbach                | Giuseppe Carlo del Palatinato-Sulzbach                                |  |  |       |  |  |                                            |  |  |                                          |  |
|                                       |                                                 | Maria Francesca del Palatinato-Sulzbach                | Giuseppe Carlo del Palatinato-Sulzbach                                |  |  |       |  |  |                                            |  |  |                                          |  |
|                                       |                                                 | Maria Francesca del Palatinato-Sulzbach                | Elisabetta Augusta Sofia del Palatinato-Neuburg                       |  |  |       |  |  |                                            |  |  |                                          |  |
| Ludovico I di Baviera                 |                                                 | Maria Francesca del Palatinato-Sulzbach                |                                                                       |  |  |       |  |  |                                            |  |  |                                          |  |
|                                       |                                                 | Giorgio Guglielmo d'Assia-Darmstadt                    | Luigi VIII d'Assia-Darmstadt                                          |  |  |       |  |  |                                            |  |  |                                          |  |
|                                       |                                                 | Giorgio Guglielmo d'Assia-Darmstadt                    | Luigi VIII d'Assia-Darmstadt                                          |  |  |       |  |  |                                            |  |  |                                          |  |
|                                       |                                                 | Giorgio Guglielmo d'Assia-Darmstadt                    | Carlotta Cristina Maddalena Giovanna di Hanau-Lichtenberg             |  |  |       |  |  |                                            |  |  |                                          |  |
| Augusta Guglielmina d'Assia-Darmstadt |                                                 | Giorgio Guglielmo d'Assia-Darmstadt                    |                                                                       |  |  |       |  |  |                                            |  |  |                                          |  |
|                                       |                                                 | Maria Luisa Albertina di Leiningen-Dagsburg-Falkenburg | Cristiano Carlo Reinardo di Leiningen-Dachsburg-Falkenburg-Heidesheim |  |  |       |  |  |                                            |  |  |                                          |  |
|                                       |                                                 | Maria Luisa Albertina di Leiningen-Dagsburg-Falkenburg | Cristiano Carlo Reinardo di Leiningen-Dachsburg-Falkenburg-Heidesheim |  |  |       |  |  |                                            |  |  |                                          |  |
|                                       |                                                 | Maria Luisa Albertina di Leiningen-Dagsburg-Falkenburg | Caterina Polissena di Solms-Rödelheim-Assenheim                       |  |  |       |  |  |                                            |  |  |                                          |  |
| Massimiliano II di Baviera            |                                                 | Maria Luisa Albertina di Leiningen-Dagsburg-Falkenburg |                                                                       |  |  |       |  |  |                                            |  |  |                                          |  |
|                                       | Ernesto Federico III di Sassonia-Hildburghausen | Ernesto Federico II di Sassonia-Hildburghausen         |                                                                       |  |  |       |  |  |                                            |  |  |                                          |  |
|                                       | Ernesto Federico III di Sassonia-Hildburghausen | Ernesto Federico II di Sassonia-Hildburghausen         |                                                                       |  |  |       |  |  |                                            |  |  |                                          |  |
|                                       | Ernesto Federico III di Sassonia-Hildburghausen | Carolina di Erbach-Fürstenau                           |                                                                       |  |  |       |  |  |                                            |  |  |                                          |  |
| Federico di Sassonia-Altenburg        | Ernesto Federico III di Sassonia-Hildburghausen |                                                        |                                                                       |  |  |       |  |  |                                            |  |  |                                          |  |
|                                       |                                                 | Ernestina Augusta di Sassonia-Weimar                   | Ernesto Augusto I di Sassonia-Weimar                                  |  |  |       |  |  |                                            |  |  |                                          |  |
|                                       |                                                 | Ernestina Augusta di Sassonia-Weimar                   | Ernesto Augusto I di Sassonia-Weimar                                  |  |  |       |  |  |                                            |  |  |                                          |  |
|                                       |                                                 | Ernestina Augusta di Sassonia-Weimar                   | Sofia Carlotta di Brandeburgo-Bayreuth                                |  |  |       |  |  |                                            |  |  |                                          |  |
| Teresa di Sassonia-Hildburghausen     |                                                 | Ernestina Augusta di Sassonia-Weimar                   |                                                                       |  |  |       |  |  |                                            |  |  |                                          |  |
|                                       |                                                 | Carlo II di Meclemburgo-Strelitz                       | Carlo Ludovico Federico di Meclemburgo-Strelitz                       |  |  |       |  |  |                                            |  |  |                                          |  |
|                                       |                                                 | Carlo II di Meclemburgo-Strelitz                       | Carlo Ludovico Federico di Meclemburgo-Strelitz                       |  |  |       |  |  |                                            |  |  |                                          |  |
|                                       |                                                 | Carlo II di Meclemburgo-Strelitz                       | Elisabetta Albertina di Sassonia-Hildburghausen                       |  |  |       |  |  |                                            |  |  |                                          |  |
| Carlotta di Meclemburgo-Strelitz      |                                                 | Carlo II di Meclemburgo-Strelitz                       |                                                                       |  |  |       |  |  |                                            |  |  |                                          |  |
|                                       |                                                 | Federica Carolina Luisa d'Assia-Darmstadt              | Giorgio Guglielmo d'Assia-Darmstadt                                   |  |  |       |  |  |                                            |  |  |                                          |  |
|                                       |                                                 | Federica Carolina Luisa d'Assia-Darmstadt              | Giorgio Guglielmo d'Assia-Darmstadt                                   |  |  |       |  |  |                                            |  |  |                                          |  |
|                                       |                                                 | Federica Carolina Luisa d'Assia-Darmstadt              | Maria Luisa Albertina di Leiningen-Dagsburg-Falkenburg                |  |  |       |  |  |                                            |  |  |                                          |  |
|                                       |                                                 | Federica Carolina Luisa d'Assia-Darmstadt              |                                                                       |  |  |       |  |  |                                            |  |  |                                          |  |